# New Wave Group
New Wave Group AB är ett svenskt företag, som är börsnoterat på Stockholmsbörsen och som är moderbolag i New Wave-koncernen. Koncernen säljer produkter under ett 40-tal varumärken, med försäljning i 20 länder av profil- och fritidskläder, skor, accessoarer och presentartiklar. 
Koncernens huvudägare och VD är Torsten Jansson, som grundade företaget i Dingle i mitten av 1980-talet. Bolagets första verksamhet var att erbjuda tryck på T-shirtar och Torsten, som var aktiv inom idrotten, hade lokala idrottsföreningar som de första kunderna. Han byggde upp företaget till 20 anställda, men var tvungen att sälja för att de nya, mer kapitalstarka ägarna skulle utveckla verksamheten. De nya ägarna visade sig vara en bluff och några år senare stod företaget på konkursens brant och Jansson köpte tillbaka det för en krona.
I juni 2005 förvärvades Orrefors Kosta Boda från danska Royal Scandinavia A/S och 2007 köptes golfmodeföretaget Cutter & Buck, som kommer att fortsätta sin verksamhet i Seattle, USA.
Under sommaren 2009 byggdes Kosta Boda Art Hotel i Kosta av Lessebo kommun som majoritetsägare i det gemensamma fastighetsbolaget Kosta köpmanshus tillsammans med New Wave Group.
Lessebo kommun är fortfarande majoritetsägare och New Wave Group hyr hotellet av Kosta köpmanshus.
Sedan dess har New Wave Group växt i hela Skandinavien, inklusive en norsk, dansk och finsk verksamhetsgren.